# Liste d'écrivains de la république démocratique du Congo
 (octobre 2019).
Si vous disposez d'ouvrages ou d'articles de référence ou si vous connaissez des sites web de qualité traitant du thème abordé ici, merci de compléter l'article en donnant les références utiles à sa vérifiabilité et en les liant à la section « Notes et références ».
Cette page recense les principaux écrivains de la république démocratique du Congo , du pays ou de la diaspora. Elle peut inclure des écrivains non congolais, surtout d'avant l'indépendance, mais aussi des bi-nationaux, et ceux qui revendiquent, au moins partiellement, leur appartenance à la culture congolaise.

## A
- Sinzo Aanza (1990-)
- Armand Katalayi dit Logos (2022 –) : la vie à Kinshasa

## B
- Basembe, Désiré-Joseph
- Bernadette Tokwaulu
- Bizol 'Ntim, A.V.
- Bobanga Béni, Soleil levant
- Bobutaka Bateko Botako Babo, Bob
- Bofane, In Koli Jean  (1954 –)[1]
- Bolamba, Lokelé, Antoine-Roger  (1913–2002)[2]
- Bolya, Désiré Baenga (1957–2000)[3]
- Bona, Mangangu (1961 -)
- Bondonga, Ramazani Philemon
- Lilia Bongi
- Amba Bongo
- Bongi, Lilia (1956 -)
- Buabua wa Kayembe, Mubadiate
- Bala Diamuakua Anne (1965)

## D
- Demoulin, Ma Mapasa Panabula Lola
- Diambanza, Balutela Pâris
- Diangitukwa, Fweley
- Dieudonné Asifiwe C.
- Djungu-Simba, Charles (1953–)[4]
- Dieudonné Muamba Kasongo (1967-), auteur de "L'Île de souffrance" aux Éditions Édilivre et d'"Uraniumgate - Chasse à l'uranium" aux Éditions du Net.
- Dialembonkebi Diebo Léonard

## E
- Elebe, Ma Ekonzo, Philippe
- Elebe, Ma Ekonzo, Tony
- Emongo, Lomomba Jules
- Elenga Mok'Samba Jonathan

## F
- Frédérick Aganze

## I
- Ilunga, Léon-Michel
- Ilunga-Kabulu G.
- Ilunga, Kayombo Bernard (1966 -)
- FaÏk-Nzuyji M. Clémentine (1944 -)
- Ipota Bembela Tedanga

## K
- Kabagema-Mirindi T.
- Kabamba, Maguy (Margaret) Rashidi (1960 -)
- Kabamba Palata Ferdinand
- Kabongo, Kongo Kola
- Kadima-Nzuji, Mukala (1947-)
- Kalondji, Christine
- Kamanda, Sywor Kama (1952 -)
- Kandolo, Eugène (1982 -).
- Kangomba, Lulamba Jean-Claude
- Kanika, Mwana Ngombo
- Kalênge Yamukêna Yantûmbi (1976–)[5]
- Kama Sywor Kamanda (1952–)
- Kanyurhi, T. Tchika
- Kanza, Thomas  (1933–2004)[6]
- Kasha, Ngoma Aimé
- Kashama, Tshikondo Rémy
- Kathémo, Victor (1969-)
- Katumbwe, Bin-Mutindi Jules
- Kawata, Ashem Tem
- Kayumba, Arthur Omar (16 Juin 1991 ) https://kayumba.cd
- Kazadi, Bestine Ditabala (1963 -)
- Kiangu sindani, Ernest
- Kimbidima J.O.
- Kitekutu, Ndoki (1946 –)
- Kompany wa Kompany, Joseph-Albert (1930–2013)
- Kanonga Léo Honoré-Rivière (1998 -)
- Kuut Samawaw Jean Claude Willy (1969-)

## L
- Lomami, Tchibamba Paul (1914-1985)
- Lombume, Vincent
- Luamba, N.K.
- Lunanga, François-Xavier
- Lufutu, Yalufuta Anatole
- Luyeye, Masikila
- Levi Dilsen  Dilubenzi Senda (1995-)
- Thomas-Placide Mandona (1987-)

## M
- Mabika, Kalanda Auguste (1932-1995)
- Mafuta François Xavier  (1953 -)
- Malemba-M., N'Sakila Gilbert
- Malembe, Timothée
- Maliza, Mwina-Kitende
- Malu, Bungi Mueny
- Majambo, Kalonda
- Mambi Tunga Bau, Heritier
- Makolo, Muswaswa Bertin
- Masilya, Lumesa Godé
- Mayuma, Papy dit Py-Nene
- Mbenge, Mpiala Sammy
- Mbianga Kekese Ngatshan
- M'Bokolo, Elikia (1944 - )
- Mbuluku Munkionka Mikiele
- Mbuyamba Flory Kanté (1952 -)
- Mbuyu Mukalay
- Monoko, K'eh'Um Ize Corneille
- Mpoyi-Buatu, Thomas
- Mputu, Mbu Norbert
- Mpuramana  Mutindu Patrick (1988-
- Mitshiabu Ilunga Neville (2001 -)
- Mubabinge Bilolo (wa Kaluka) (1953-), intellectuel, philosophe
- Mudimbe, Valentin-Yves (Vumbi Yoka)  (1941–)[7]
- Muepu, Mwaba-di-Mbuyi Kalala
- Muepu, Muamba (1946 -)
- Mugaruka, Mukaniré Floribert
- Mugisjo, Flory Shabani
- Mujila, Fiston Mwanza (1981 -)
- Mujomba, Pierre Mumbere (1956–)
- Mukena, Ngoy Aimé (1944 -)
- Mukulumanya, wa Ngate
- Mukuna, K. I.
- MULONGO, Huit Kalonda (VIII KbM) (Simon-Huit Mulongo Kalonda-Ba-Mpeta)  (1955 -)
- Mumbamuna, Nsimba
- Mumbere, Mujumba Pierre (1956-)
- Mumbere, Sivihwa Joseph
- MUMENGI, Didier (1962 -)
- Murairi Mitima Jean-Baptiste (1935-)
- Musangi, Ntemo Paul-Olivier
- Muswaswa Makolo Bertin (1953 -)
- Mutombo, Dieudonné
- Muyengo, Mulombe Sébastien
- Mwanga, Kabundi (alias Cibika Cikongo)
- Mwankumi, Dominique (1965–)
- Mwantuali, Joseph Epoke
- Mweya, Tol'Ande Elisabeth-Françoise
- Mwintshe Mukore Merdi (1994-)

## N
- Naigiziki, Joseph Saverio
- Ndala, Blaise (1972 -)
- Ndaywel E'ziem, Isidore (1944  -)
- Ndirangu, Simon
- N'Doki Kitekuteku
- Ndomikolayi Masaki André
- Ngal, Georges (Ngal Mbwil a Mpaang) (1933 -)
- Ngandu Nkashama Pius (1946   -)
- Ngenzi, Lonta Mwene Malomba Charles
- Ngoma Binda Phambu, Elie
- Ngoma, Nzau
- N'gombo, Mwini N'landu
- Ngombo, Mbala
- Ngoye, Achille (1944 -)
- Nguyen, Matoko Berthrand (1959-)
- Nkansa's, Neuthor
- Nzau, Antoine Junior
- Nzuji, Clémentine (Faïk-Nzuji Madiya) (1944 -)

## P
- Pika, Pia
- Puati, Roger Buangi (1957–)
- Ruti, Antoine M.
- Sambi, Nzeba Joëlle
- Sene, Mongaba Bienvenu (1967- 2022)
- TOL'ANDE, Elisabeth Mweya (1947 -)
- Tshibamba, Paul Lomami (1914 - 1985)
- Tshibanda, Wamuela Bujity Pie (1951–)

## T
- Tambwe, Kitenge Bin Kitoko Eddie
- Tata N’longi Biatitudes (Hervé Michel Bia)
- Tshibwabwa, Blaise (1980 -)
- Tshilolo, Kabika
- Tshitungu, Kongolo Antoine (1957-)
- Tshisungu wa Tshisungu José (1954  -)
- Tunga Mbaku-a Nsezi
- Tuyinamo, Wamba
- Abbé Tshibaka- Tshikongo

## U
- Unti B'Kune T.

## W
- Wedi Djamba Dieu-Donné
- Wembobonyama, Onitotsho, Stanis

## Y
- Yoka, Lyé Mudaba
- Yuma, Jimi

## Z
- Zalico
- Zamenga Batukezanga (1933–2000)[8]
- Zélé, Dieudonné